# Aleksandra Klejnowska
Aleksandra Jadwiga Klejnowska-Krzywańska (ur. 17 grudnia 1982 w Legnicy) – polska sztangistka.
Zawodniczka Zawiszy Bydgoszcz. W kategorii do 58 kg mistrzyni świata i Europy oraz była rekordzistka Europy.
W 2000 została mistrzynią Europy juniorek, a na Igrzyskach Olimpijskich w Sydney zajęła 5. miejsce. W 2001 zdobyła mistrzostwo świata i Europy, zarówno wśród seniorek, jak i juniorek. Była pierwszą polską mistrzynią świata w podnoszeniu ciężarów. W 2002 zdobyła ponownie mistrzostwo Europy, wkrótce jednak została zdyskwalifikowana przez federację światową za doping (federacja nałożyła karę 2 lat dyskwalifikacji, mimo udowodnienia przez prokuraturę polską niewinności zarówno Klejnowskiej, jak i Dominiki Misterskiej, którym dosypano zabroniony preparat do posiłku). Po zakończeniu kary w 2004 po raz trzeci została mistrzynią Europy, ustanawiając jednocześnie rekordy Europy w dwuboju (222,5 kg) i podrzucie (127,5 kg).
Na Igrzyskach Olimpijskich w Atenach 2004 ponownie zajęła 5. miejsce; wywalczyła srebrny medal Mistrzostw Europy 2005 w Sofii, oraz brązowe medale Mistrzostw Europy 2006 we Władysławowie 2007 w Strasburgu.
W roku 2008 zdobyła po raz czwarty złoty medal mistrzostw Europy wynikiem 212 kg (91+121). Na Igrzyskach Olimpijskich w Pekinie zajęła miejsce siódme z wynikiem 215 kg (95+120).
Po Igrzyskach w Pekinie miała przerwę w karierze z powodu urlopu macierzyńskiego.
Po powrocie do sportu w Mistrzostwach Świata w Antalyi w 2010 r. zajęła dopiero 18. miejsce, ale w Mistrzostwach Europy w Kazaniu w 2011 r. zdobyła ponownie brązowy medal, wynikiem 196 kg (86+110).
Na Igrzyskach Olimpijskich w Londynie zajęła 7. miejsce w kategorii do 53 kg, z wynikiem 196 kg (84+112).
Jest żołnierzem Wojska Polskiego w stopniu starszego szeregowego.